# Monte Nirvana
Il Monte Nirvana è una montagna situata nella catena montuosa dei Monti Mackenzie. Con i suoi 2.773 metri sul livello del mare è la montagna più alta dei Territori del Nord-Ovest in Canada.
La prima scalata è stata ad opera di Bill Buckingham e Lew Surdam nel luglio 1965. Sempre Buckingham le assegnò il nome Nirvana.
Attualmente il governo canadese è orientato verso il riconoscimento ufficiale del toponimo Thunder Mountain, in base al nome dato dagli abitanti locali della regione di Dehcho alla montagna.